# Pstrąg & Lipień
Pstrąg & Lipień – biuletyn, newsletter, poświęcony wędkarstwu muchowemu, głównie entomologii wędkarskiej, historii wędkarstwa muchowego, gospodarce na wodach ryb łososiowatych i technice połowu przy użyciu sztucznych przynęt. Bez reklam. Format zeszytowy, druk czarno-biały, wydawany od 1993 roku. Pismo ma charakter newslettera wędkarzy muchowych i ryb łososiowatych w Polsce. Można je otrzymać drogą pocztową, po uprzednim przekazaniu znaczków pocztowych (pismo bezpłatne, ale abonenci pokrywają koszty przesyłki). Redaguje dr Stanisław Cios.